# Intracoastal Waterway

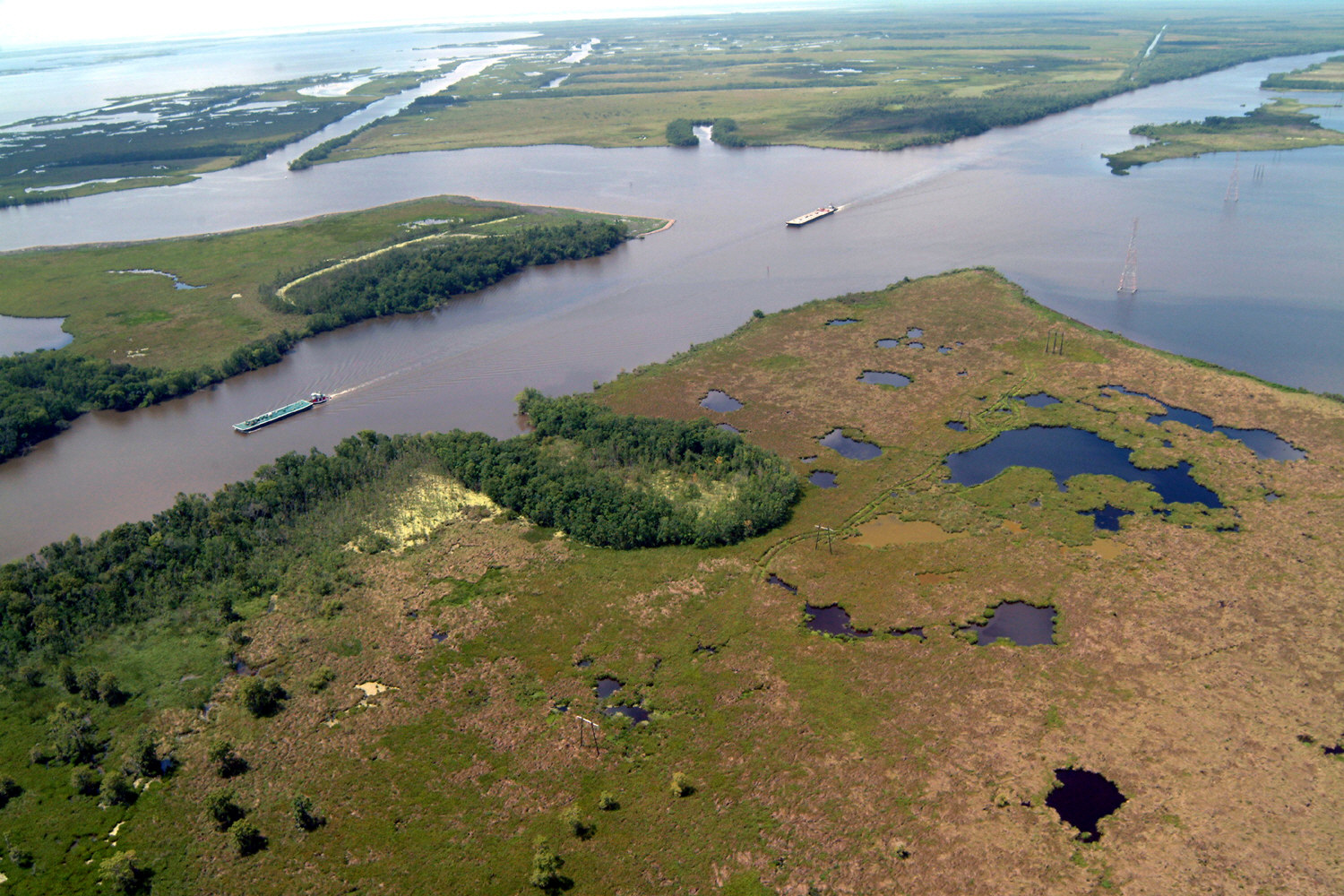
Úsek cesty v Louisianě

Intracoastal Waterway (ICW) je název vodní dopravní cesty, které vede podél východního a jižního pobřeží USA a je využívána pro nákladní i rekreační lodní plavbu. Je dlouhá 4800 km, krajními body jsou Boston na severovýchodním pobřeží USA a Brownsville v Texasu. Dělí se na Atlantic Intracoastal Waterway kopírující atlantské pobřeží a Gulf Intracoastal Waterway rovnoběžnou s pobřežím Mexického zálivu (plánované propojení obou úseků na Floridě není dosud hotovo). Cesta je tvořena jak přírodními vodními plochami (řeky, jezera), tak umělými průplavy. Začala se budovat v roce 1919 a byla dokončena v roce 1949. Uplatnila se zejména za druhé světové války, kdy byla doprava po moři ohrožována nepřátelskými ponorkami.

## Kanály tvořící Intracoastal Waterway
- Cape Cod Canal
- Chesapeake and Delaware Ship Canal
- Lewes and Rehoboth Canal
- Chesapeake and Albemarle Canal
- Dismal Swamp Canal
- Cape May Canal
- Okeechobee Waterway
- Point Pleasant Canal